# Rod Laver Arena
La Arena Rod Laver (en inglés: Rod Laver Arena) es un recinto multipropósito usado principalmente como estadio de tenis que es parte del complejo del parque Melbourne, ubicado en la ciudad de Melbourne, estado de Victoria.

## Historia
En sustitución del antiguo Kooyong Stadium, la construcción del estadio comenzó en 1985. Fue realizado por Civil & Civic, y se completó en 1987, con un coste de 94 millones de dólares australianos. Se inauguró el 11 de enero de 1988 con el Abierto de Australia 1988.
Originalmente conocido en 1988 como el Centro Nacional de Tenis en Flinders Park, el estadio ha cambiado oficialmente su nombre dos veces. Primero en 1996, cuando era conocida como la Pista Central, y nuevamente el 16 de enero de 2000 en honor a Rod Laver, tres veces ganador del Abierto de Australia y uno de los mejores tenistas del mundo.

## Conciertos
La megaestrella del pop Britney Spears se presentó en este estadio para su gira The Circus Starring: Britney Spears del año 2009.
La banda británica Black Sabbath realizó dos conciertos en Rod Laver Arena durante los días 29 de abril y 1 de mayo de 2013, como parte de su gira Black Sabbath Reunion Tour, promocionando su álbum de estudio 13. Ambos conciertos fueron grabados y publicados como el álbum, DVD y Blu-ray en vivo Live... Gathered In Their Masses.
La cantante estadounidense Pink ofreció en Rod Laver Arena, durante el invierno de 2013, una serie de 18 conciertos como parte de su gira The Truth About Love Tour, superando su propio récord de 17 conciertos con su gira Funhouse Tour en 2009. Actualmente, Pink es la artista con mayor cantidad de conciertos realizados en Rod Laver Arena.
La cantante y compositora Mariah Carey ofreció un concierto el 7 de noviembre de 2014 con su gira The Elusive Chanteuse Show Tour promoviendo su decimocuarto álbum de estudio, Me. I Am Mariah… The Elusive Chanteue.
El grupo de pop Blackpink se presentó en el Rod Laver Arena en el Blackpink World Tour (In Your Area) el día 13 de junio.